# Virtus Entella
Virtus Entella je italský fotbalový klub hrající v sezóně 2024/25 ve 3. italské fotbalové lize sídlící ve městě Chiavari v regionu Ligurie.
Klub byl založen 14. března 1914 jako Entella Foot-Ball Club. V roce 1982 se klub sloučil s klubem ACSA Bacezza a v roce 2001 po finančních potížích mužstvo dospělých končí a hraje jen mládež. V roce 2002 se klub opět obnovil a začal hrát amatérskou ligu až do roku 2008. Od téhle chvíle klub postupuje výš a výš až do druhé ligy. Hraje na hřišti Stadio comunale di Chiavari s kapacitou 5 530 diváků.
Největší úspěch v historii klubu je hraní ve druhé lize v pěti sezonách. Dále je to vítězství ve třetí lize v sezoně 2018/19. V italském poháru klub došel nejdál do osmifinále v sezoně 2018/19.

## Změny názvu klubu
- 1914/15 – 1934/35 – Entella FBC (Entella Foot-Ball Club)
- 1935/36 – 1981/82 – AC Entella (Associazione Calcio Entella)
- 1982/83 – 1987/88 – AC Entella Bacezza (Associazione Calcio Entella Bacezza)
- 1988/89 – 1992/93 – Entella SGS (Entella S.G.S.)
- 1993/94 – 2001/02 – AC Entella Chiavari (Associazione Calcio Entella Chiavari)
- 2002/03 – US Valle Sturla Entella (Unione Sportiva Valle Sturla Entella)
- 2003/04 – 2004/05 – AC Chiavari (Associazione Calcio Chiavari V L)
- 2005/06 – 2009/10 – ACD Virtus Entella (Associazione Calcio Dilettantistica Virtus Entella)
- 2010/11 – Virtus Entella (Virtus Entella)

## Získané trofeje

### Vyhrané domácí soutěže
- 3. italská liga (2x)

2013/14, 2018/19
- 4. italská liga (2x)

1959/60, 1963/64

## Účast v ligách
| Úroveň soutěže | Název soutěže (nynější název) | První hraná sezona | Poslední hraná sezona | celkem odehraných sezon |
| -------------- | ----------------------------- | ------------------ | --------------------- | ----------------------- |
| 2              | Serie B                       | 1922/23            | 2020/21               | 7                       |
| 3              | Serie C                       | 1927/28            | 2024/25               | 30                      |
| 4              | Serie D                       | 1929/30            | 2011/12               | 23                      |
| 5              | Eccellenza                    | 1978/79            | 2009/10               | 10                      |

## Známí hráči v klubu
- Ighli Vannucchi – (2012/13) reprezentant  medailista z ME 21 2000
- Ivan Pelizzoli – (2014/15) reprezentant  medailista z ME 21 2002 a OH 2004
- Daniele Dessena – (2021–2023) reprezentant  medailista z ME 21 2009
- Matías Silvestre – (2021–2022) reprezentant

## Česká stopa

### Hráči
- Jan Havlena (2015/16)